# Diospyros scabra
Diospyros scabra là một loài thực vật có hoa trong họ Thị. Loài này được (Chiov.) Cufod. mô tả khoa học đầu tiên năm 1969.